# Archasia auriculata
Archasia auriculata är en insektsart som beskrevs av Fitch. Archasia auriculata ingår i släktet Archasia och familjen hornstritar. Inga underarter finns listade i Catalogue of Life.